# Mateo Herrera
Mateo Herrera (* 1867 in León de los Aldama; † 1927) war ein mexikanischer Maler und Grafiker.

## Biografie
Mateo Herrera ging 1886 nach Mexiko-Stadt, um dort an der Escuela Nacional de Bellas Artes Malerei und Zeichnen zu erlernen, und setzte seine Studien in Europa fort. Später lehrte er an der ENBA als Professor und leitete sie als Direktor. Er starb an einem Herzinfarkt.